# Ludwig Berger
Carl Ludwig Heinrich Berger (Berlín, 18 d'abril, 1777 - Idem., 16 de febrer, 1839), va ser un compositor, pianista i professor de piano alemany.

## Biografia
Berger va passar la seva infància primer a Templin (Uckermark), més tard a Frankfurt (Oder), on va estudiar a l'institut i, a partir de 1795, a la universitat. A partir de 1799 va rebre formació musical del contrabaixista i més tard mestre de capella reial Joseph Augustin Gürrlich (1761–1817), que també va ser valorat com a professor de composició (vegeu, entre d'altres, MGG, 2a edició, secció personal, volum 8, col. 300–302) a Berlín. El 1801, Berger va viatjar a Dresden per continuar els seus estudis musicals amb el llavors famós Johann Gottlieb Naumann, que havia mort poc abans de la seva arribada. A Dresden, Berger va tenir una estreta amistat amb el pintor Philipp Otto Runge. El 1803 Berger va tornar a Berlín, on es va establir com a professor de piano.
El 1804 Muzio Clementi va arribar a Berlín amb el seu alumne August Alexander Klengel. Clementi, que no havia actuat en públic des del 1786, sovint anava acompanyat en els seus viatges per joves pianistes que interpretaven les seves obres per a piano en públic al seu estil. El 1804, Clementi va viatjar a Itàlia, mentre Berger i Klengel preparaven a Berlín una gira de concerts amb Clementi, que va començar el setembre de 1805 i va conduir a Sant Petersburg. Fins al 1812, Berger hi va treballar amb èxit com a pianista i professor de piano. El 1808, en una posició financera segura, finalment va poder pensar en casar-se amb la seva promesa berlinesa de fa temps, Wilhelmina Karges. Va viatjar per trobar-se amb ella des de Sant Petersburg fins a Curlàndia, on va tenir lloc el casament. Només deu mesos després, va perdre la seva jove esposa de part. Aquest cop del destí de vegades es veu com la causa de la seva malenconia i hipocondria posteriors. No es va tornar a casar, però molt més tard a Berlín va tornar a intentar formar una família: el 1817 va fer que un amic li fes una proposta de matrimoni a Luise Hensel, però va ser rebutjada, igual que altres pretendents. La Luise Hensel, altament educada i atractiva, mai es va casar, però va dedicar la seva vida als ideals religiosos en el context de l'obra educativa i, sobretot, caritativa dins de l'Església Catòlica.

El 1812, Berger es va unir al gran moviment d'escapada de l'avanç de les tropes de Napoleó. Via Estocolm, on va oferir concerts d'èxit, va arribar a Londres l'hivern de 1812/1813, on Clementi mentrestant s'havia establert i tenia cura d'ell. Després de dos anys reeixits com a pianista i professor de piano a Londres, on va ensenyar el 1813, entre d'altres. va ser un dels membres fundadors de la Societat Filharmònica de Londres, va tornar a Berlín el 1814 (no el 1815, com sovint es diu erròniament). Aquí va aparèixer en públic per última vegada el 20 de novembre de 1814. Berger va ser el seu propi promotor, probablement per donar-se a conèixer a Berlín. En aquella època encara vivia a l'Hotel de Brandenbourg (on es podien comprar entrades de concert per 1 tàler al número 10). El concert va ser anunciat al "Berlinische Nachrichten", l'"Spenersche Zeitung", el 19 de novembre de 1814: "Concert vocal i instrumental a la sala del Teatre Reial a càrrec del Sr. Ludwig Berger". Va tocar una obertura en un piano de cua que havia portat de Londres, les seves variacions per a piano "Ah vous dirai-je", compostes 10 anys abans i publicades com a op. 32 el 1841, i el seu «Concert per al Fortepiano» (també imprès pòstumament com a op. 34). També es van interpretar obres de Paer, Simon Mayr i Matthaei, per a les quals havia contractat solistes vocals i instrumentals de la ciutat. La ressenya a l'AmZ
| « | "Leipziger Allgemeine musikalische Zeitung"), vol. 16, Col. 881, elogia la seva «interpretació acabada i segura de l'escola clementiana... Manera meravellosa i lleugera de tocar les tecles, excel·lent aplicació... Gran habilitat de la mà esquerra»". | » |

Durant aquest període, la vida intel·lectual de Berlín va florir, especialment als salons burgesos de la ciutat, als quals Berger, com a autoritat musical, va tenir accés ràpidament. Va tocar la nit de Cap d'Any de 1814/1815 al saló de l'inspector criminal Julius Eduard Hitzig, on E. T. A. Hoffmann el va sentir (descripció de Hoffmann a: Les aventures de la nit de Sylvester, 1. L'estimat, de: Peces de fantasia a la manera de Callot; aquí encara és "un estrany virtuós, anomenat Berger"). En un d'aquests salons, a casa del conseller d'estat Friedrich August von Staegemann, Berger va conèixer el jove poeta Wilhelm Müller. Inicialment, el saló va ser dirigit per l'esposa de Staegemann, Elisabeth, i més tard per la seva filla Hedwig, a les suites del 'Preußische Seehandlung' a Jägerstr. 21. A més de Berger i Müller, també hi havia: Luise Hensel i el seu germà, el pintor Wilhelm Hensel (més tard cunyat de Felix Mendelssohn Bartholdy), Clemens Brentano i el comte Neithardt von Gneisenau com a convidats d'aquest saló. Com a part d'un dels jocs literaris habituals en aquests salons, els primers poemes del cicle posterior "La bella filla del moliner" de Wilhelm Müller van ser escrits el 1816 amb el lema "Rose, la filla del moliner", al qual Berger va contribuir amb la música molt abans que el recull de poemes de Müller trobés la seva forma definitiva, que després va ser musicada per Franz Schubert el 1823. El cicle de Berger, publicat el 1819 com a op. 11 de l'editor berlinès E.H.G.Christiani (a la casa del qual, a Unter den Linden 21, vivia Berger en aquell moment) amb el títol cançons d'una obra de teatre social "La bella filla del moliner", consta de deu cançons, cinc de les quals estan basades en textos de Müller en el paper del noi del moliner. La resta provenen d'altres convidats del saló en els següents papers: Rose, la dona del moliner (Hedwig von Staegemann), caçador (Wilhelm Hensel), noi del jardiner (Luise Hensel), Junker (Friedrich Förster). També hi havia altres poemes d'admiradors de la dona del moliner, inclòs un pescador, que Berger no va tenir en compte. Wilhelm Müller ja havia desvinculat els seus poemes dels dels altres membres del cercle abans de la seva partida a Itàlia l'agost de 1817 i havia publicat una primera versió del cicle de 15 poemes. La forma final amb 25 cançons, que també va servir de model per a Schubert, que va seleccionar 20 poemes per al seu cicle de Müllerin, es va publicar com la primera part de la col·lecció de 77 poemes dels papers deixats per un trompista viatger el 1821.

Berger va esdevenir el professor de piano més sol·licitat de la seva època a Berlín. La seva reputació va traspassar les fronteres de la ciutat de Berlín. El seu alumne de piano més destacat va ser el jove Felix Mendelssohn Bartholdy, que com a compositor va ser estudiant de Carl Friedrich Zelter (1758–1832), l'informant musical de Goethe. Zelter havia fundat un anomenat «Liedertafel» a Berlín el 1808, un cor d'homes que tenia unes normes d'admissió tan elitistes que Berger havia intentat en va ser admès. En resposta, Berger, juntament amb Bernhard Klein, Ludwig Rellstab i Gustav Reichardt, va fundar el 1819 el “Jüngere Liedertafel zu Berlin”, que es va obrir més al món exterior i va donar així importants impulsos al gran moviment de cors masculins del segle XIX. El 1822, Berger es va unir a la Sing-Akademie de Zelter a Berlín, la qual cosa és un senyal que no hi va haver conflictes entre ell i Zelter sobre la qüestió de la Liedertafel. Més aviat, Zelter va ser acceptat com a membre honorari del Younger Liedertafel a la tardor de 1819. En una carta a Goethe del març de 1830, afirma: 
| « | "Ara hi ha almenys quatre grups de cançons aquí a Berlín, dels quals el meu no és el millor... D'altra banda, el segon grup de cançons és realment el millor; està format per joves amb bones veus: s'inventen cançons per a ells mateixos, i no hi ha escassetat de bones cançons antigues. Confesso sincerament que prefereixo ser aquí a ser amb nosaltres". | » |

Berger va viure per última vegada al número 9 d'Alte Jakobstraße, on s'havia mudat des del número 5 de Französische Straße. Anteriorment força malaltís, segons Rellstab la seva salut ha millorat recentment. La seva mort sobtada va ser encara més sorprenent. Va morir mentre ensenyava a un estudiant cec. Amb gran simpatia dels estudiants i amics, va ser enterrat el 20 de febrer de 1839 al "Hallischer Kirchhof", el cementiri III de l'Església de Jerusalem i Nova, davant de la Hallesches Tor. La tomba no s'ha conservat.

## Estudiants famosos
Fanny Hensel i el seu germà Felix Mendelssohn Bartholdy, així com Otto Nicolai, Moritz Ernemann, Charlotte Zeidler i Wilhelm Taubert van ser alumnes de Ludwig Berger.

## Obra
L'obra compositiva de Berger es va concentrar essencialment en tres gèneres: cançó, cor masculí i música per a piano. Va ser particularment apreciat pels seus contemporanis com a compositor de cançons. Aquí va trencar amb la forma estricta de vers de l'anomenada 2a Escola de Cant de Berlín del segle XVIII a favor d'una major expressivitat integrant l'acompanyament de piano en el flux de la melodia i intensificant la interpretació del text amb l'ajuda de l'harmonia com a vector d'estat d'ànim. En la música per a piano dominen les formes petites, que només va abandonar de manera convincent una vegada, concretament amb la seva Sonata patètica op. 1 en do menor (1804). A més de les seves obres de variacions, les seves dues col·leccions d'estudis, op. 12 (1816) i op. 22 (1836), van ser particularment populars. Els Estudis op. 12 van ser publicats repetidament fins al segle XX. A causa del seu caràcter poètic, són peces líriques per a piano i, com ja va emfatitzar Robert Schumann, en realitat "cançons sense paraules" que van mostrar a Mendelssohn Bartholdy el camí cap a les seves composicions homònimes. Berger també va provar sort amb formes grans (per exemple, el concert per a piano), però amb poc èxit. Va ser un mestre de les formes petites i un representant destacat del Biedermeier berlinès al llindar del Romanticisme del nord d'Alemanya. Berger va dedicar al seu mentor Clementi l'article "Explications of a Mozartian Judgment on M. Clementi", que es va publicar en 3 edicions el 1829: "Caecilia", volum X, pàg. 238–240. AmZ, vol. 31, col. 467-469. Berliner Allgemeine musikalische Zeitung, Vol. 6, pàg. 201–202.
Després de la mort de Berger, l'editorial de Leipzig Hofmeister va publicar una edició dita completa (no del tot completa) de les seves obres en dues sèries, concretament les Oeuvres complètes [sic!] pour le Piano. Quadern 1–11, 1840–1848 i Cançons, cants i balades completes [sic!]. Volums 1–7, 1840–1844, ambdues sèries editades per Ludwig Rellstab i Wilhelm Taubert.

## Feina
Ludwig Berger va tenir un contemporani del mateix nom que també va publicar com a Ludwig K. Berger o Ludwig Berger (cantant) (1774(?)–1828). Va viure per última vegada a Karlsruhe com a director d'un suposat institut d'ensenyament coral, que aparentment estava afiliat al teatre de la cort local. Va començar la seva carrera com a cantant, ja que es va esmentar per primera vegada el 1804 a la inauguració del Teatre Nacional de Würzburg. Va escriure principalment cançons amb acompanyament de guitarra, que van ser impreses exclusivament al sud d'Alemanya, especialment per André a Offenbach. En gairebé totes les publicacions anteriors fins a la primera edició del MGG, les obres de tots dos s'atribueixen incorrectament. (cf. Dieter Siebenkäs: Twice Ludwig Berger. A: Die Musikforschung, XVIII. Any, 1965, Bärenreiter-Verlag, Kassel / Basilea, pàg. 185–187)